# Josep Manuel Anglada i Nieto
Josep Manuel Anglada i Nieto (Barcelona, 5 d'agost de 1933) fou un empresari i alpinista català. Va ser, juntament amb el seu germà Àngel Anglada i Nieto, l'impulsor de les empreses Manuel Anglada, Propaper i Tanka, a més d'assessor de la firma de material esportiu Serval. Desenvolupà una àmplia tasca de divulgació de l'alpinisme al llarg de Catalunya i de l'estranger, d'una forma desinteressada. Se li va concedir la medalla d'or de la ciutat de Barcelona al mèrit. És nebot de la pintora Lola Anglada i Sarriera i va estar casat amb la també pionera de l'alpinisme Elisabeth Vergés Costa.
Va ser proposat per rebre la Creu de Sant Jordi l'any 2024 i, finalment, l'any 2025 va ser distingit amb aquest honor.

## Alpinisme

### Expedicions
- Expedició espanyola als Andes (1961): director tècnic
- Expedició Barcelona al Perú (1963): cap d'expedició
- Expedició Barcelona al Garet el Dejenoun, a l'Ahaggar, (1967): cap d'expedició
- Expedició Groenlandia a l'Alfred Wegener peninsula , (1973, 1976): cap d'expedició

### Ascensions
- Primeres ascensions a la paret de Sant Jeroni, a la Cadireta i al Frare (Montserrat)
- Primera ascension al Agpartut (Groenlandia, a l'Alfred Wegener peninsula) 1.922 m
- Huascarán (Andes) 6.767 m
- Silula Grande (Andes) 6.385 m
- Cima Canoli (Dolomites)
- Cima Grande di Lavaredo (Dolomites)
- Torres Venezia (Dolomites)
- Cara nord de l'Eiger (Alps)
- Esperó Walker (Alps)
- Grandes Jorasses (Alps)
- Paret E de l'Annapurna (Himalaia)
- participà en la primera expedició catalana a l'Everest.